# Campionati mondiali di tiro 1911
I campionati mondiali di tiro 1911 furono la quindicesima edizione dei campionati mondiali di questa disciplina e si disputarono a Roma. Questa edizione fu organizzata dall'ISSF. La nazione più medagliata fu la Svizzera. In questa edizione furono introdotte quattro nuove gare con la carabina militare.

## Risultati

### Uomini

#### Carabina
| Evento                     | Oro                                                                           | Oro       | Argento                                                                    | Argento   | Bronzo                                                                                                 | Bronzo    |
| Evento                     | Atleta                                                                        | Risultato | Atleta                                                                     | Risultato | Atleta                                                                                                 | Risultato |
| 300m 3 posizioni           | Konrad Stäheli                                                                | 1052      | Jakob Bryner                                                               | 1008      | Jean Reich                                                                                             | 992       |
| 300m a terra               | Konrad Stäheli                                                                | 355       | Jakob Bryner                                                               | 352       | Charles Cheirlinckx                                                                                    | 345       |
| 300m in ginocchio          | Konrad Stäheli                                                                | 365       | Jean Reich                                                                 | 344       | Jakob Bryner                                                                                           | 340       |
| 300m in piedi              | Konrad Stäheli                                                                | 332       | Lars Jørgen Madsen                                                         | 317       | Jakob Bryner                                                                                           | 316       |
| 300m 3 posizioni a squadre | Svizzera Jakob Bryner Mathias Brunner Jean Reich Konrad Stäheli Caspar Widmer | 5014      | Francia Husson Albert Courquin Achille Paroche Paul Colas André Parmentier | 4705      | Belgio Paul van Asbroeck Joseph Geens Charles Paumier du Verger Charles Cheirlinckx Henri Sauveur Fils | 4603      |

#### Carabina militare
| Evento            | Oro            | Oro       | Argento              | Argento   | Bronzo        | Bronzo    |
| Evento            | Atleta         | Risultato | Atleta               | Risultato | Atleta        | Risultato |
| 300m 3 posizioni  | Louis Percy    | 698       | Maurice Lecoq        | 698       | Aix Bouwens   | 685       |
| 300m a terra      | Ernesto Panza  | 248       | Gerard van den Bergh | 245       | Léon Moreaux  | 242       |
| 300m in ginocchio | Caspar Widmer  | 243       | Uilke Wuurman        | 239       | R. Burchell   | 235       |
| 300m in piedi     | Auguste Marion | 239       | V. L. Lommel         | 225       | Attilio Conti | 220       |

#### Pistola
| Evento        | Oro                                                                                             | Oro       | Argento                                                                          | Argento   | Bronzo                                                                          | Bronzo    |
| Evento        | Atleta                                                                                          | Risultato | Atleta                                                                           | Risultato | Atleta                                                                          | Risultato |
| 50m           | Charles Paumier du Verger                                                                       | 528       | Jean Carrère                                                                     | 510       | Norbert van Molle                                                               | 510       |
| 50m a squadre | Belgio Norbert van Molle Charles Paumier du Verger Paul van Asbroeck Philippe Cammaerts Serruys | 2480      | Germania Gassmann Richard Fischer Eduard Ehricht Eduard Schmeisser Joachim Vogel | 2459      | Svizzera Mathias Brunner Jules Landry Karl Roderer Konrad Stäheli Caspar Widmer | 2428      |

## Medagliere
Nazione ospitante
| Posiz. | Nazione     | Oro | Argento | Bronzo | Totale |
| ------ | ----------- | --- | ------- | ------ | ------ |
| 1      | Svizzera    | 6   | 3       | 4      | 13     |
| 2      | Francia     | 2   | 3       | 1      | 6      |
| 3      | Belgio      | 2   | 0       | 3      | 5      |
| 4      | Italia      | 1   | 0       | 1      | 2      |
| 5      | Paesi Bassi | 0   | 3       | 2      | 5      |
| 6      | Germania    | 0   | 1       | 0      | 1      |
| 6      | Danimarca   | 0   | 1       | 0      | 1      |